# Zoran Kedačič
Zoran Kedačič, slovenski odbojkarski trener, * 6. april 1984, Šoštanj, Slovenija.

## Trenerska kariera

### Calcit Volley
Trenerska pot Zorana Kedačiča se je začela že med njegovim študijem na Fakulteti za šport, ko je leta 2009 postal pomočnik Bogdana Kotnika pri kamniški ekipi Calcit Volley.  

### Šoštanj Topolšica
Prvič je kot glavni trener nastopil leta 2011, ko je prevzel vajeti domače ekipe Šoštanj Topolšica. Pod njegovim vodstvom se je ekipa v sezoni 2011/2012 po šestih letih vrnila v 1. državno odbojkarsko ligo. V sezoni 2012/2013 je ekipa Šoštanj Topolšica uspešno nastopala v 1. DOL, igrala v skupini za prvaka, na koncu pa je osvojila 6. mesto, v četrtfinalu jih je izločil Calcit Volley. V sezoni 2013/2014 je Kedačič s Šoštanjem osvojil 8. mesto v 1. DOL. 

### ACH Volley
Po tem je nekaj časa deloval kot vodja mladinskega pogona v avstrijski ekipi VBK Wörthersee-Löwen, februarja 2015 pa je po zamenjavi Tomija Šmuca postal pomočnik Bogdana Kotnika v ekipi ACH Volley. Ekipa je  v sezoni 2014/2015 pod njunim vodstvom prišla do naslova državnih prvakov in 3. mesta v srednjeevropski ligi. V sezoni 2015/2016 je ACH Volley osvojil 2. mesto v pokalu Slovenije, po katerem je Kotnik ponudil odstop, Kedačič pa je ekipo vodil do konca sezone in z njo osvojil naslov v 1. DOL in v srednjeevropski ligi MEVZA.
Vodstvo kluba je po sezoni podaljšalo pogodbo z njim, kot glavni trener ekipe ACH Volley je podpisal dveletno pogodbo. Kedačič je na klopi oranžnih zmajev skupno trikrat osvojil naslov državnih prvakov (2016, 2017, 2018), dvakrat srednjeevropsko ligo (2016, 2017) in enkrat pokal Slovenije (2018). Poleg tega je ACH Volley uspešno vodil v ligi prvakov, kjer se je ekipa v sezoni 2016/17 prebila skozi dodatne kvalifikacije (Omonia Nicosia, Arago de Sète) ter se uvrstila v skupinski del tega elitnega tekmovanja. Tam so v skupini z italijansko Modeno, poljsko ekipo PGE Skra Belchatow in romunsko Craiovo osvojili 4. mesto. 
V sezoni 2017/18 so morali za podoben podvig v zadnjem krogu kvalifikacij za skupinski del lige prvakov premoč priznati ruski ekipi iz Novosibirska. Evropsko sezono so nadaljevali v pokalu CEV, kjer so se prebili vse do četrtfinala, tam pa je bila uspešnejša ruska ekipa, Belogorie Belgorod.
Šoštanjčan velja za izredno uspešnega odbojkarskega strokovnjaka, kot glavni trener ACH Volleyja je v dveh letih in pol ekipo vodil na 137 uradnih tekmah, ter zmagal 116 in izgubil 21. V sezoni 2017-18 je bila ekipa ACH Volleya pod njegovim vodstvom neporažena na slovenskih tleh, nanizala je 28 zmag v državnem prvenstvu in 5 v pokalu Slovenije.

### Slovenska reprezentanca
Kedačič ima izkušnje tudi iz slovenske reprezentance, saj je bil kar 5 let pomočnik selektorja Iztoka Kšele pri zelo uspešni generaciji slovenskih odbojkarjev letnika 1995/1996. Največji uspeh so dosegli leta 2014, ko so kot mladinci  na evropskem prvenstvu osvojili 4. mesto. Leto kasneje so si priigrali še zgodovinski nastop na svetovnem prvenstvu do 23 let, v Mehiki so osvojili končno 7. mesto.